# Бостонська зелена голова

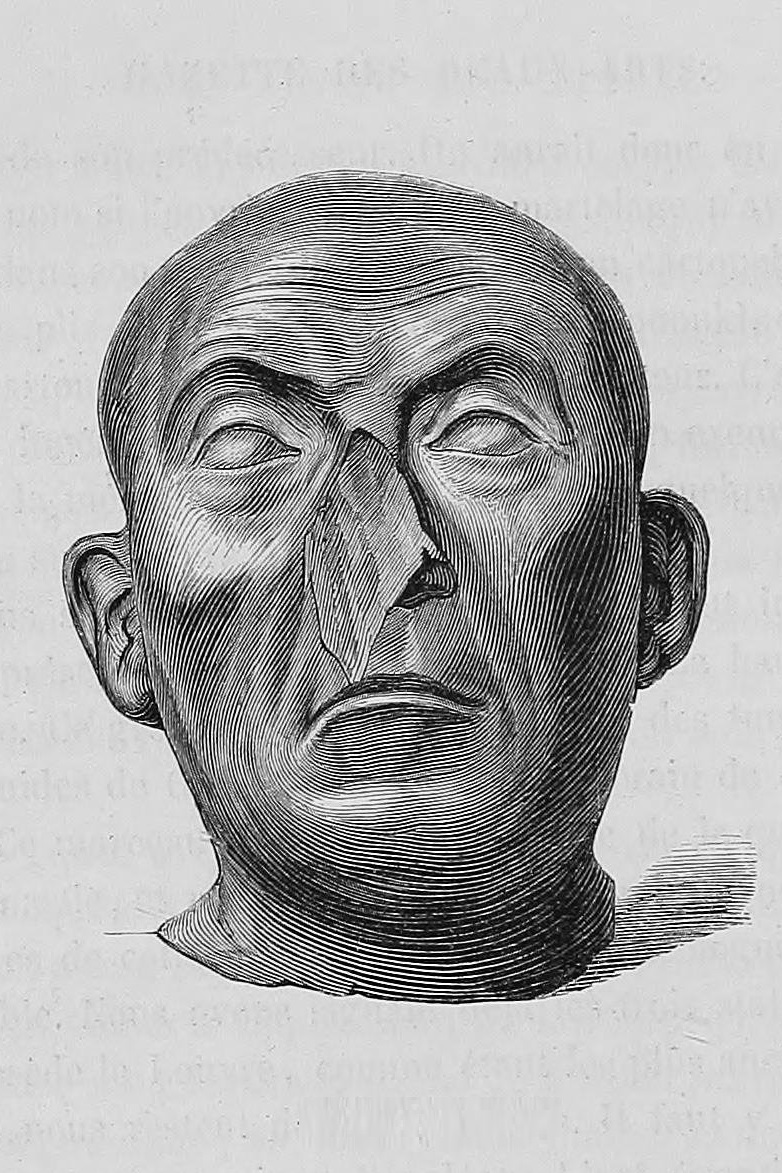
Бостонська зелена голова на гравюрі 1859 року

Бостонська зелена голова (англ. Boston Green Head) — староєгипетський чоловічий скульптурний портрет з граувакки заввишки 10,8 см. Імовірно є портретом жерця. Датується 380—332 роками до нашої ери і зберігається в Музеї витончених мистецтв у Бостоні. Виявляє велику подібність з Берлінською зеленою головою з Нового музею.
Скульптуру знайшов Огюст Маріет в 1858 році в серапеумі в Саккарі і пізніше була передана хедівом Єгипту Мухаммедом Саїд-пашою в подарунок принцові Наполеону Жозефу Бонапарту, який за прикладом ерцгерцога Максиміліана Австрійського збирався побувати в Єгипті, але зрештою так і не приїхав. У 1904 році скульптуру придбав музей Бостона у Едварда Перрі Уоррена. Документально не відомо, яким чином скульптура опинилася у Уоррена.

## Ресурси Інтернету
- Бостонська зелена голова на сайті музею [Архівовано 18 січня 2017 у Wayback Machine.](англ.)